# Травень 2000
Травень 2000 — п'ятий місяць 2000 року, що розпочався в понеділок 1 травня та закінчився у середу 31 травня.

## Події
- 12 травня — відкривається галерея Тейт Модерн у Лондоні.
- 28 травня — вивергається вулкан Камерун.